# Religiöse Studentenverbindungen
Religiöse Studentenverbindungen sind Studentenverbindungen, die sich auf eine Religion oder Konfession als größtes einigendes Element berufen.
Man unterscheidet folgende Gruppen:
- Christliche Studentenverbindungen
  - mit überkonfessionellem Prinzip (ökumenisch): z. B. Wingolfsbund
  - mit konfessioneller Bindung: z. B. Katholische Studentenverbindungen
- Jüdische Studentenverbindungen, die allerdings in der Zeit des Nationalsozialismus untergegangen sind.

Im Gegensatz zu diesen Korporationsarten gab und gibt es viele paritätische Studentenverbindungen, z. B. Corps, Landsmannschaften, Turnerschaften, Musische Studentenverbindungen. (siehe auch: Jüdische Studentenverbindung#Paritätische Verbindungen)